# Lubuk Terap (Bandar Petalangan)
Lubuk Terap is een bestuurslaag in het regentschap Pelalawan van de provincie Riau, Indonesië. Lubuk Terap telt 1245 inwoners (volkstelling 2010).